# Nucleornis insolitus
Nucleornis insolitus är en utdöd fågel i familjen pingviner inom ordningen pingvinfåglar. Den beskrevs 1979 utifrån fossila lämningar från pliocen funna i Sydafrika.